# Кінтанілья-дель-Монте (Самора)
Кінтанілья-дель-Монте (ісп. Quintanilla del Monte) — муніципалітет в Іспанії, у складі автономної спільноти Кастилія-і-Леон, у провінції Самора. Населення — 107 осіб (2010).
Муніципалітет розташований на відстані близько 210 км на північний захід від Мадрида, 50 км на північний схід від Самори.

## Демографія
Динаміка населення (INE ):